# Nereis paulina
Nereis paulina är en ringmaskart som beskrevs av Grube 1868. Nereis paulina ingår i släktet Nereis och familjen Nereididae. Inga underarter finns listade i Catalogue of Life.